# Dionysus in '69
Pour les articles homonymes, voir Dionysus.
Pour plus de détails, voir Fiche technique et Distribution.
Dionysus in '69 est un documentaire américain réalisé par Brian De Palma et Richard Schechner et sorti en 1970.

## Synopsis
Le film est une captation d'une représentation des Bacchantes d'Euripide par la troupe théâtrale Performance Group, mise en scène par Richard Schechner. L'écran est divisé en deux par le système de l'écran divisé, montrant d'un côté la scène, de l'autre le public qui assiste à la représentation.

## Fiche technique
- Titre original : Dionysus in '69
- Réalisation : Brian De Palma et Richard Schechner
- Pièce filmée : extrait des Bacchantes d'Euripide traduit et adapté par William Arrowsmith
- Photographie et montage : Brian De Palma, Robert Fiore
- Pays de production :  États-Unis
- Tourné au Performing Garage de Greenwich Village à New York
- Format : noir et blanc - Mono
- Durée : 85 minutes
- Dates de sortie[1] : 
  - États-Unis : 22 mars 1970 (New York)
- Classification :
  - États-Unis : classement X

## Distribution
- William Finley : Dionysos
- William Shepherd : Penthée
- Joan MacIntosh : Agave
- Remi Barclay : Chœur
- Samuel Blazer : Coryphée
- Jason Bossean : Chœur
- Richard Dya : Cadmus
- Patrick McDermott : Chœur
- Ciel Smith : Agave

## Production
C'est l'acteur William Finley, membre de la troupe du Performance Group qui a proposé à Brian De Palma de venir voir la pièce qui se jouait au Performance Garage, un théâtre d'avant-garde de Greenwich Village. Enthousiasmé par la pièce, qui ne ressemble à rien de ce qu'il a déjà vu, le réalisateur décide immédiatement d'en faire un film. Il se dit fasciné, même si le style de vie des acteurs de la troupe n'a rien à voir avec le sien.
Les mises en scène de Schechner ont à l'époque beaucoup de succès ; elles portent la marque de la liberté des années 1960 : acteurs à demi-nus, en transe, avec des inspirations venues de « rituels de naissances de tribus primitives. » Le réalisateur souhaite montrer la pièce mais aussi « l'électricité incroyable qui se dégageait dans la salle pendant une représentation. » C'est pour cela qu'il filme avec deux caméras, l'une filmant les réactions du public, l'autre les acteurs. C'est De Palma lui-même qui tient la caméra sur les acteurs, et Bob Fiore qui filme les spectateurs.
Le tournage a lieu dans un garage dans le quartier de SoHo à New York.

## Accueil du film
Le film sort dans un seul cinéma à New York, le Kips Bay Theater, en 1970, mais n'est exploité que durant une courte période.
Le New York Times en fait une excellente critique, disant que le film jouit d'une grâce et d'une puissance extraordinaires. Selon ce journal, De Palma a su préserver la complexité de la mise en scène de Schechner tout en réalisant une œuvre personnelle.

## Analyse
À l'image, en projection, Brian De Palma utilise le système de l'écran divisé, la partie gauche de l'écran montre les acteurs, la droite les spectateurs. Il choisit ce procédé car, , en voyant la pièce montrée dans le film, il est fasciné par la juxtaposition entre l'œuvre et la manière dont les acteurs interagissent avec le public ; pour rendre ces deux niveaux, l'écran divisé lui semble la meilleure méthode. C'est au montage de ce film qu'il voit à quel point ce procédé est intéressant pour montrer deux actions parallèle, il le réutilisera donc dans d'autres films.
C'est durant la fabrication de ce film que De Palma découvre à quel point il aime les plans longs, effet de style qui se retrouve dans au moins une scène de la plupart des films qu'il tourne ensuite. Certains des plans du film font près de huit minutes. Brian De Palma estime en effet que tourner de cette manière est le seul moyen de filmer quelque chose d'authentique au cinéma, « pour que les acteurs fassent naître l'émotion d'eux-mêmes. » Il sentait qu'il assistait devant la pièce Dionysus in '69 à « un moment unique qui ne se reproduirait pas de sitôt. »
C'est avec ce film que semble être né à l'écran le thème du sacrifice dans les films de Brian De Palma. Dans la pièce est raconté le démembrement du corps de Penthée par des femmes. Or l'image de la femme aux mains couvertes de sang reviendra régulièrement dans l'œuvre de l'auteur.

## Autour du film
L'acteur William Finley jouera dans cinq autres films de Brian De Palma, et William Sheperd assurera la chorégraphie de la séquence finale de Phantom of the Paradise.